# Zeca (brasiliansk fotbollsspelare)
José Carlos Cracco Neto, född 16 maj 1994, känd som Zeca, är en brasiliansk fotbollsspelare som spelar för Internacional.
Zeca var en del av Brasiliens trupp som tog guld vid olympiska sommarspelen 2016.